# Tesoro de los masaliotas
El Tesoro de los masaliotas fue un tesoro Antigüedad en el templo de Atenea Prónaya en Delfos en Grecia Central. Sus ruinas forman parte del yacimiento arqueológico de Delfos y es Patrimonio Mundial de la Unesco.

## Historia
El Tesoro se construyó a finales de la época arcaica, en torno al 530-500 a. C.
Fue construido por los habitantes de la colonia griega de Massalia (actual Marsella). En una etapa posterior, posiblemente después de que los romanos hubiera conquistado Veyes en el 396 a. C., el edificio también fue conocido como el Tesoro de los masaliotas y romanos.

## Descripción

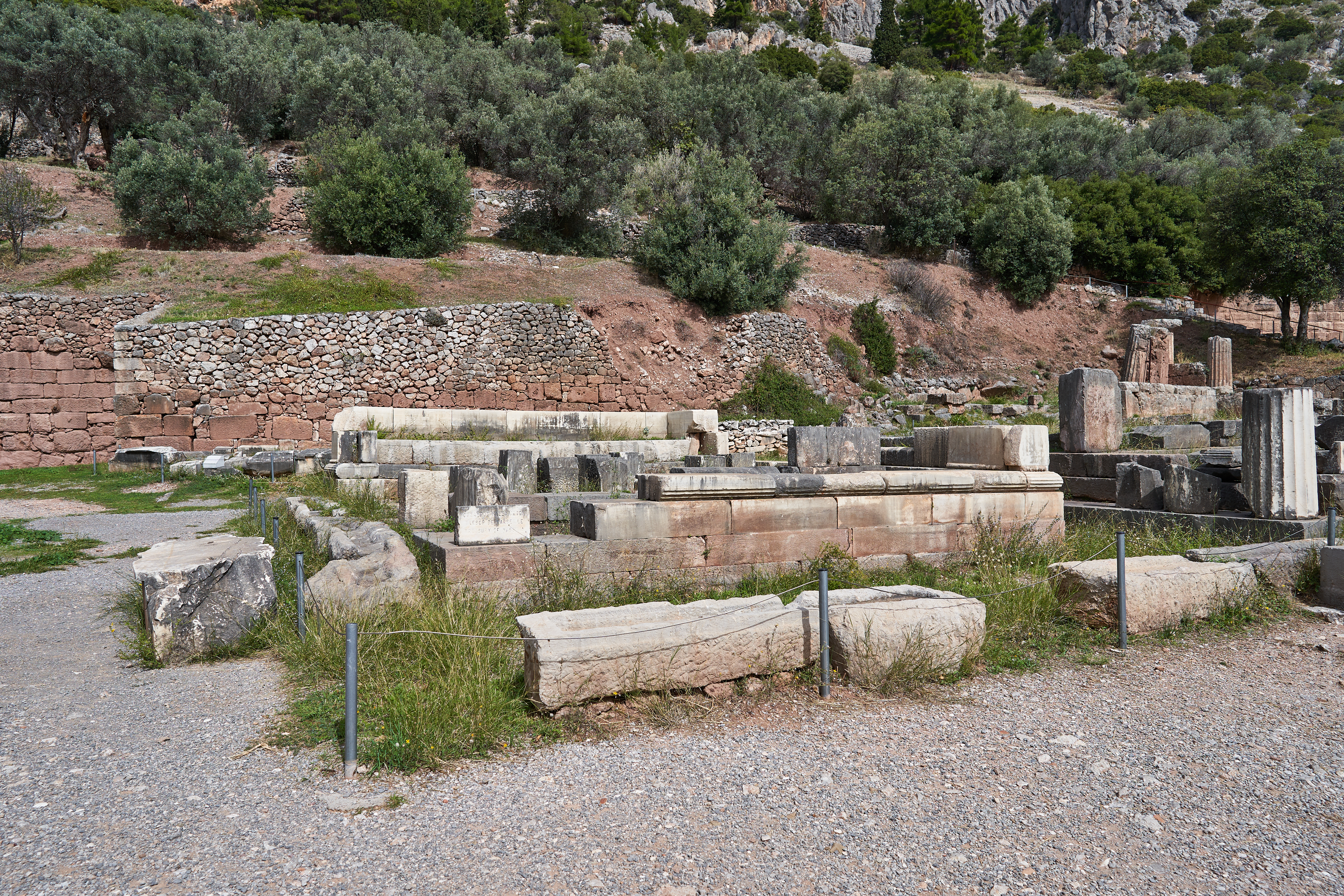
Ruinas del Tesoro.

El Tesoro estaba situado en el centro del santuario de Atenea Prónaya entre el Tholos y el llamado Tesoro Dórico. Era un pequeño edificio en forma de templo in antis, típico de los tesoros, con dos columnas ('dístilo in antis) en la fachada frente al pronaos. Las columnas eran del  ónico-eólico, pero sus acanaladuras eran de estilo dórico y sus capiteles  se asemejaban a los capiteles de palma del Antiguo Egipto. Los cimientos del tesoro medían aproximadamente 6,4 × 8,7 metros. La cella del edificio se abría hacia el sur.
Se han conservado algunas partes del friso del Tesoro de estilo jónico, pero no revelan el tema de las esculturas. Las capillas del Tesoro están expuestas en el Museo Arqueológico de Delfos.
En 2013, la decoración esculpida del Tesoro se reconstruyó en 3D, con motivo de las celebraciones del aniversario de los 2500 años de la fundación de Marsella.